# Paloma Contreras
Paloma Contreras (Buenos Aires, 1 de abril de 1982) es una actriz argentina. Es hija del actor chileno Patricio Contreras y la actriz argentina Leonor Manso.

## Cine
| Año  | Título                | Personaje    |
| ---- | --------------------- | ------------ |
| 2009 | Agua y sal            | Milena       |
| 2009 | El niño pez           | La Chapulina |
| 2010 | La mosca en la ceniza | Pato         |
| 2012 | Voyage, voyage        | Gabriela     |
| 2012 | Bienvenidos amigos    | Lila         |
| 2014 | Gato negro            | Marisa       |
| 2015 | La Salada             | Ángeles      |
| 2015 | Operación Mexico      | Yoana "Yoyi" |
| 2017 | Veredas               | Rocío        |
| 2018 | El corte              | Sofía        |
| 2019 | La sabiduría          | Tini         |
| 2019 | Alicia                | Enfermera    |
| 2022 | Matrimillas           | Gala         |

| Año  | Título  | Personaje |
| ---- | ------- | --------- |
| 2016 | Onión   | Jessica   |
| 2020 | La isla | Lucrecia  |

## Televisión
| Año       | Título              | Personaje                                  | Canal       |
| --------- | ------------------- | ------------------------------------------ | ----------- |
| 2004      | El deseo            | Luciana                                    | Telefe      |
| 2005      | 1/2 falta           | Morena Rios                                | El Trece    |
| 2008      | Mujeres asesinas 4  | Amiga de Azucena "Ep5: Azucena, vengadora" | El Trece    |
| 2009      | Tratame bien        | Gisela                                     | El Trece    |
| 2009      | Revelaciones        | Laura                                      | El Trece    |
| 2009      | Scusate il disturbo | Margarita                                  | Rai 1       |
| 2011      | El elegido          | Mariela Bilbao                             | Telefe      |
| 2011      | Decisiones de vida  | Yanina "Ep9: Aprender a dar"               | Canal 9     |
| 2012      | El donante          | Barbara                                    | Telefe      |
| 2014-2015 | Guapas              | Ivana                                      | El Trece    |
| 2015      | Fronteras           | Jessica                                    | Telefe      |
| 2015      | El mal menor        | Natalia Hernández "Ep10: Rocío"            | TV Pública  |
| 2023      | Barrabrava          | Helena                                     | Prime Video |

## Teatro
Como actriz:

- 1810
- Estaba en mi casa y esperaba que llegara la lluvia
- Gris de ausencia
- Historias a Fernández
- Última Luna
- Desde el Monte
- Premonición
- Así en la tierra como en el cielo
- Crac
- Gris de ausencia
- Las amargas lagrimas de Petra
- Cara de fuego
- Casi imperfecta

Como directora:

- Wellness
- Spa fiver